# Parodia herteri
Parodia herteri là một loài thực vật có hoa trong họ Cactaceae. Loài này được (Werderm.) N.P. Taylor mô tả khoa học đầu tiên năm 1987.

## Hình ảnh

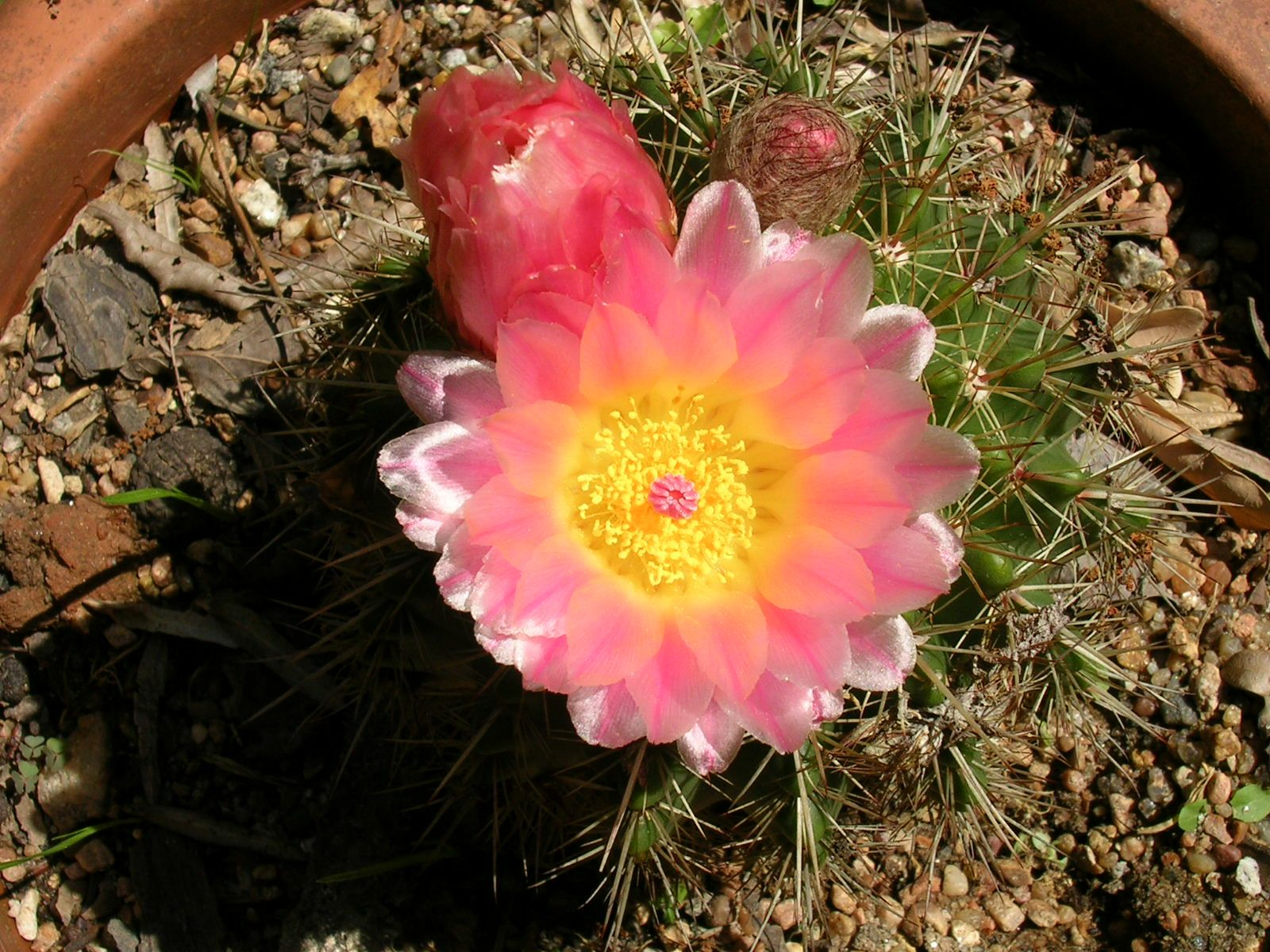
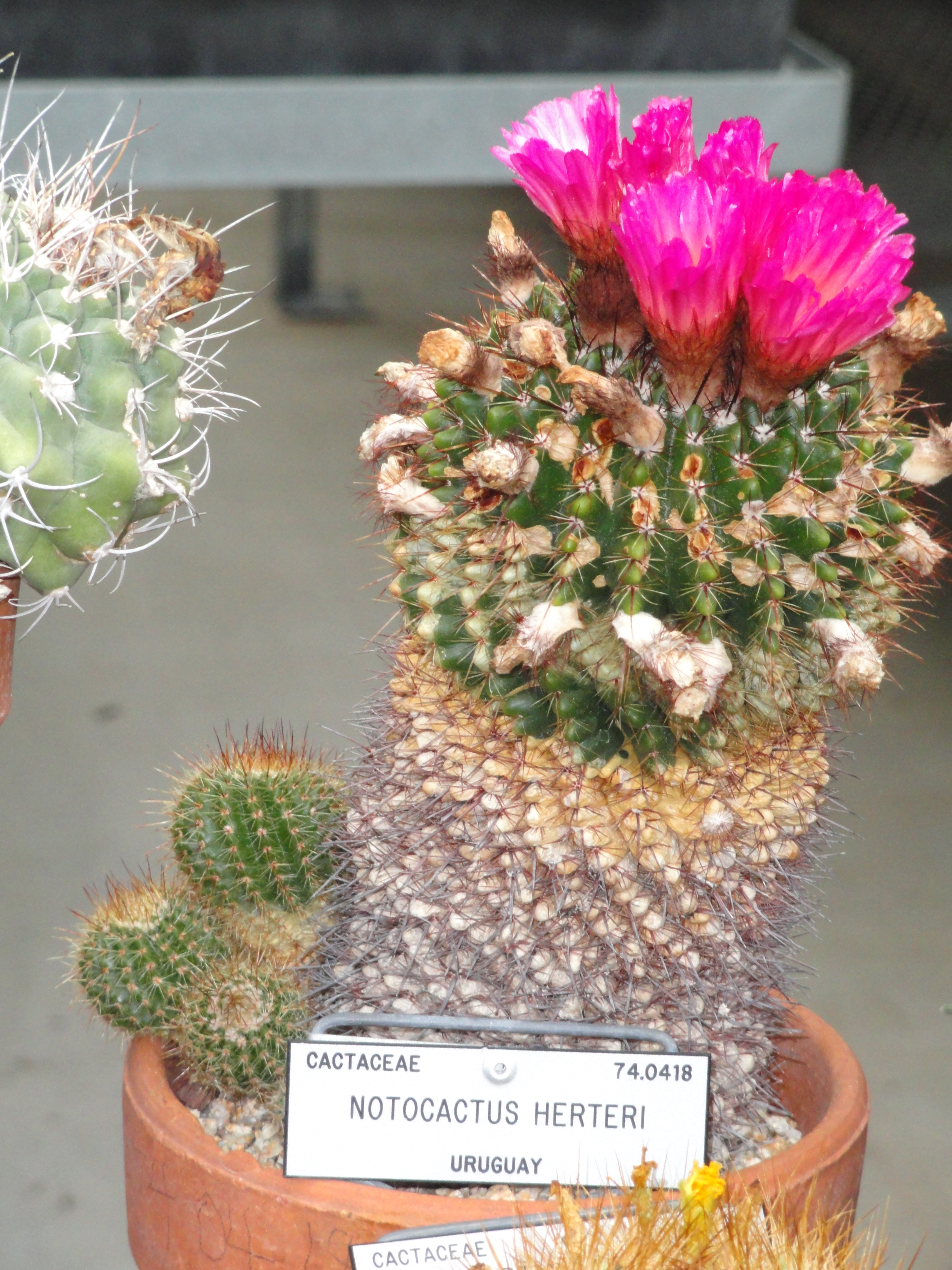
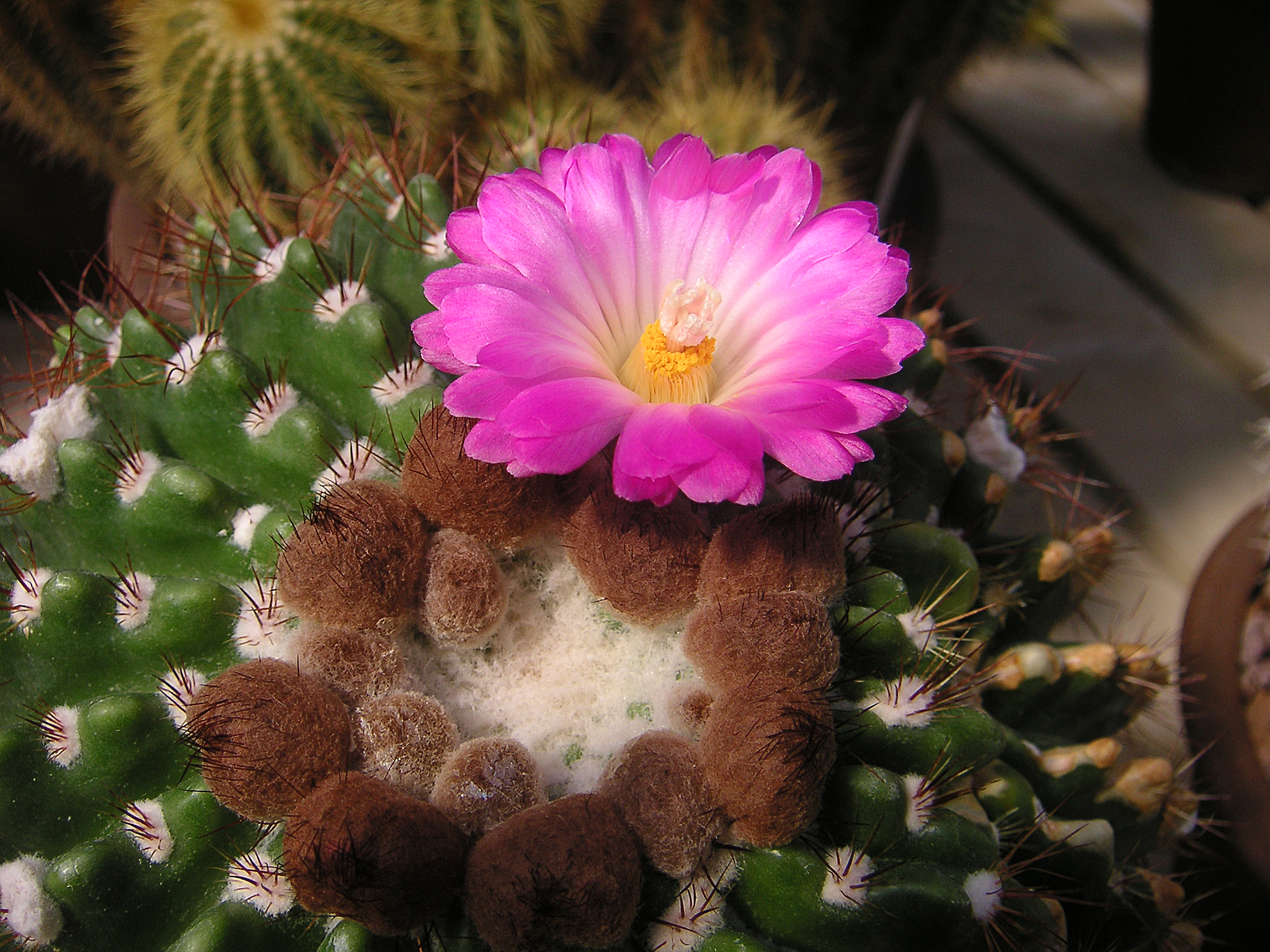
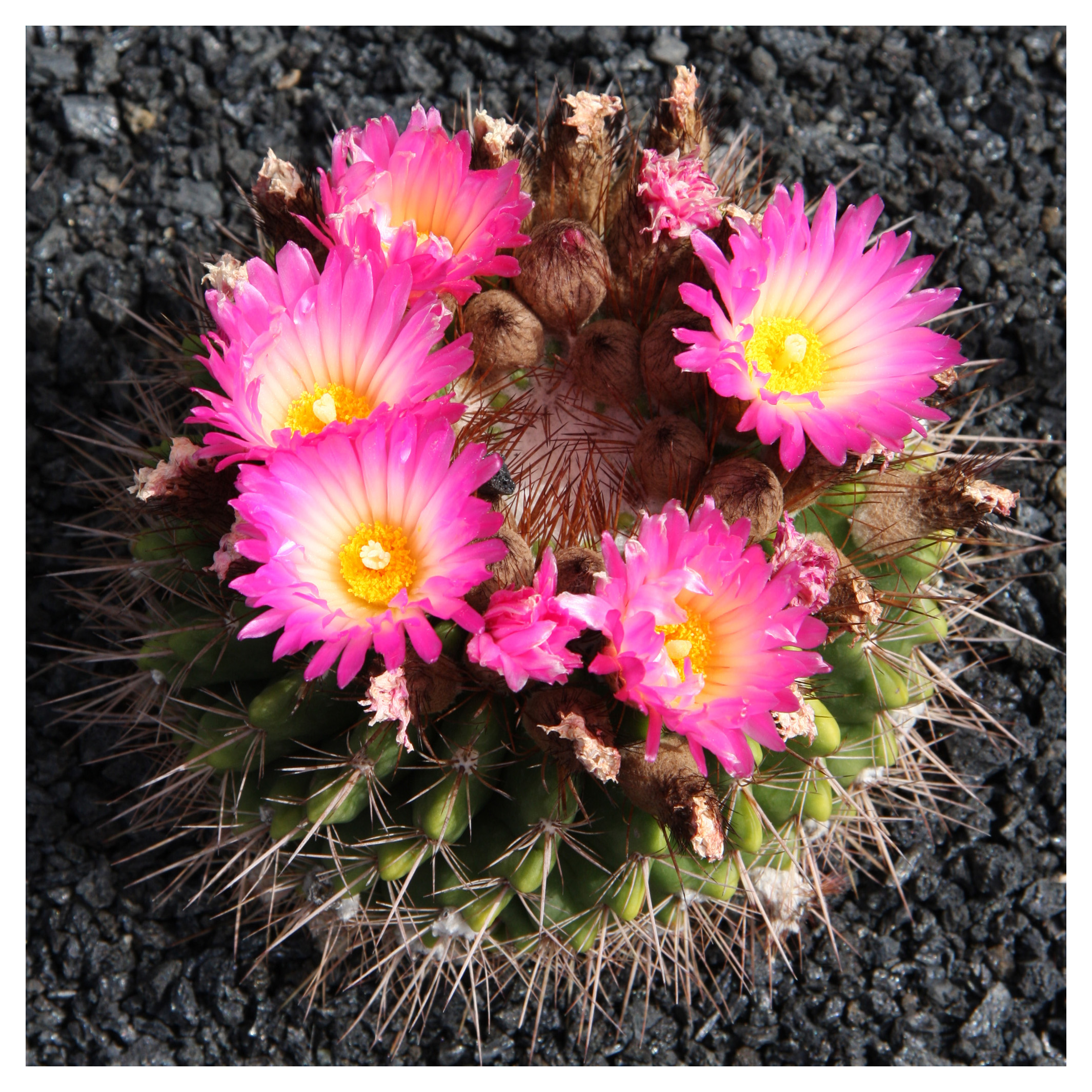